# Meridiano 176 E
O meridiano 176 E é um meridiano que, partindo do Polo Norte, atravessa o Oceano Ártico, Ásia, Oceano Pacífico, Nova Zelândia, Oceano Antártico, Antártida e chega ao Polo Sul. Forma um círculo máximo com o Meridiano 4 W.
Começando no Polo Norte, o meridiano 176º Este tem os seguintes cruzamentos:
| País, território ou mar | Notas                                                                          |
| ----------------------- | ------------------------------------------------------------------------------ |
| Oceano Ártico           |                                                                                |
| Mar Siberiano Oriental  |                                                                                |
| Rússia                  | Okrug Autónomo de Chukotka                                                     |
| Mar de Bering           | Passa a leste da Ilha Buldir, Alasca, Estados Unidos                           |
| Oceano Pacífico         |                                                                                |
| Kiribati                | Ilha Beru                                                                      |
| Oceano Pacífico         | Passa a leste da ilha Tamana, Kiribati · Passa a oeste da ilha Nanumea, Tuvalu |
| Nova Zelândia           | Ilha Matakana e Ilha Norte - passa no lago Taupo                               |
| Oceano Pacífico         |                                                                                |
| Oceano Antártico        |                                                                                |
| Antártida               | Dependência de Ross, reclamada pela Nova Zelândia                              |